# Privatizace v Rusku
Ruská privatizace označuje období po rozpadu Sovětského svazu, během kterého se státní majetek a podniky dostávaly do rukou soukromých osob. Privatizace byla prováděna prostřednictvím reforem a její největší část proběhla v devadesátých letech v době prezidentství Borise Jelcina. Jednalo se o největší a nejrychlejší ekonomickou transformaci tohoto druhu v historii.
Podobně jako v mnoha jiných postsocialistických zemích byla privatizace nezbytnou součástí přechodu k demokracii a volnému trhu. Ekonomická transformace v Rusku měla za cíl především větší efektivitu hospodářství a týkala se všech občanů federace, i tak ale nemohla být oproštěna od politických zájmů a intrik.
Během existence Sovětského svazu bylo veškeré soukromé vlastnictví či podnikání nelegální. Všechna produkce zůstávala pod přímou kontrolou státu, a tedy i Komunistické strany. Tento systém společně s plánovanou ekonomikou se však, stejně jako v celém tehdejším východním bloku, ukázal jako úpadkový. Firmy vlastněné státem nebyly efektivní, zaměstnávaly příliš mnoho osob a neprodukovaly výrobky, po kterých byla poptávka na trhu, tudíž nebyly příliš výdělečné. V posledních letech před pádem SSSR se dostal do funkce generálního tajemníka ÚV KSSS Michail Gorbačov, který se pokusil se svými programy perestrojka (přestavba), glasnosť (otevřenost) a uskorenije (zrychlení) zvrátit nelichotivý vývoj ve státě. Krize se ale už projevovala jak ve vnitřní politice SSSR, tak i v ekonomice, a rozpad Sovětského svazu byl nevyhnutelný.

## Před rozpadem SSSR
Ačkoli masové privatizační procesy započaly oficiálně až v roce 1992, o změnu vlastnických struktur v Rusku se pokoušel už Gorbačov po roce 1986. V té době bylo přijato několik zákonů, které upravovaly možnosti soukromého vlastnictví určitého druhu organizací, ale hledání vhodných vlastníků pro tyto instituce nebylo úspěšné. Většinou končily v rukou jejich stávajících ředitelů či zaměstnanců, jimž bylo umožněno firmy odkoupit na splátky za směšně nízké ceny. Pokusy vyústily v hromadné rozkrádání státních podniků a negativně ovlivnily náhled společnosti na privatizaci jako takovou. V roce 1988 bylo ruským farmářům také umožněno pronajímat si půdu od státu, a dokonce zaměstnávat zemědělské pracovníky, což byl po více než půl století kolektivního zemědělství velký krok.

## Malá privatizace
Prvním krokem v transformaci vlastnických struktur byla tzv. malá privatizace. Podobně jako v ostatních postkomunistických zemích bylo potřeba převést malé podniky, maloobchod a nemovitosti do soukromých rukou. Tato část probíhala zejména v letech 1992-1993, kdy se prodávalo 5000–6000 malých podniků měsíčně. Stát však nestihl na této privatizaci zbohatnout, jelikož se později převedla do kupónové podoby. Současně také probíhala privatizace bytů, jež mohli jejich obyvatelé odkoupit za symbolické ceny. Mála privatizace byla ve výsledku velmi úspěšná a přinesla společnosti i státu, to, co se od ní očekávalo.

## Kupónová privatizace: 1992–1994
V ruské společnosti neexistoval počátkem devadesátých let konsensus ohledně způsobu provedení privatizace. Její právní rámec musel zohledňovat zájmy velmi rozličných skupin, které byly mnohdy protichůdné. Privatizační praxe často ani nedostála svým cílům hledat vhodné vlastníky a zvýšit efektivitu podniků. 

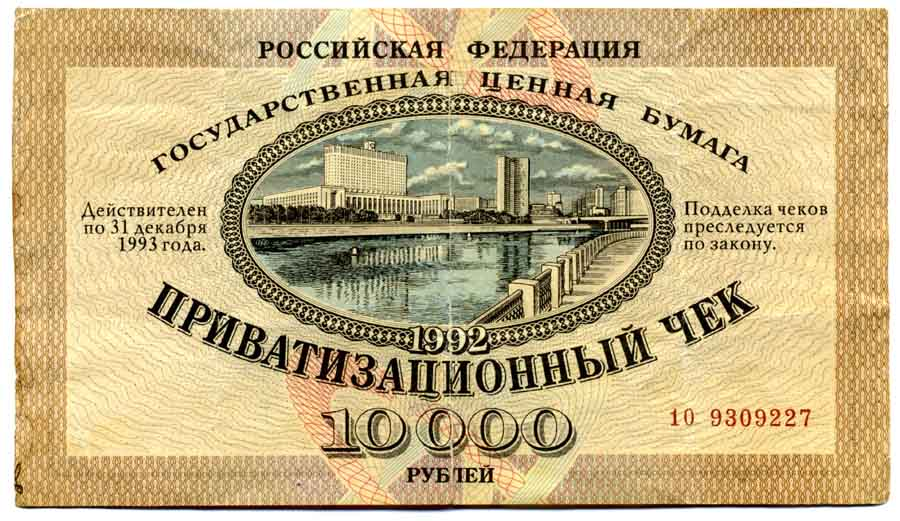
Ruský privatizační kupón

Od konce osmdesátých let do začátku roku 1992 probíhala tzv. spontánní privatizace, jinak řečeno rozkrádání veřejného majetku. Stát tedy musel zasáhnout a dát privatizaci oficiální tvář.  Nakonec převládl kupónový neboli šekový model privatizace, který byl právně podložen přijetím zákona o privatizaci a privatizačního programu v červnu 1992. Předpokládalo se, že se touto cestou zajistí spravedlivost procesu, což ale nakonec bylo daleko od reality.
Inspirace kupónové privatizace přišla z Československa, ale ruský systém byl prostší. Každý občan dostal před koncem roku 1993 jeden šek, který byl, na rozdíl od těch československých, směnitelný a přenositelný, jelikož se vláda snažila o rychlou koncentraci majetku. Nechtěla, aby se příliš rozdrobil. Poplatek za kupón činil pouhých 25 rublů (asi 5 centů podle tehdejšího kurzu). Šeky se ale místo cestou k akciím staly jakýmsi novým platidlem své doby. Problémem byla velmi nízká finanční gramotnost lidí, neznalost soukromého vlastnictví, nedůvěra ve stát a nesmyslnost privatizace v očích běžných občanů. Většina lidí tak své šeky, které se inflací stejně znehodnotily, jednoduše prodala a na privatizaci vydělala jen menší vzdělaná a bohatá vrstva obyvatelstva.
I přesto, že později čelil průběh privatizace v Rusku drsné kritice, dá se říct, že byla úspěšná. Jednalo se o největší a nejrychlejší ekonomickou transformaci tohoto druhu v historii.

## Peněžní privatizace
V důsledku kupónové privatizace se vytvořily první skupiny vlastníků soukromých majetků, kteří byli schopni investovat svůj nabytý kapitál do nákupu dalších statků. Zároveň se zformovalo prostředí, v němž se dalo obchodovat s akciemi zprivatizovaných firem. Následně bylo potřeba prodávat majetek za peníze, aby bylo možné investovat do nově vzniklých soukromých podniků a doplnit finance do státního rozpočtu. Peněžní privatizace byla spuštěna formou investičních soutěží. Ty se však zvrhly v souboj slibů, jež banky mnohdy nemínily plnit. Reálné investice byly kontrolovány velmi neorganizovaně a chyběl účinný prostředek k potrestání nesplněných závazků. Během této etapy se ještě více zvýšila exkluzivita privatizace, protože byla finančně málo dostupná.

## Důsledky

### Socioekonomické dopady
Privatizace měla významný socioekonomický dopad, ať už pozitivní či negativní, na ruskou společnost. Otevřela se možnost soukromého podnikání, v důsledku čehož vznikaly nové pracovní příležitosti. Trh práce získal schopnost reagovat na požadavky moderní ekonomiky. Intelektuální či fyzické dispozice výdělečně činných obyvatel se staly významným faktorem v proměně sociální stratifikace. Zároveň ale privatizované podniky začaly masově propouštět své zaměstnance, kteří byli v bývalých státních firmách zaměstnáni nadbytečně. Stát snížil sociální podporu, kvůli krizi vzniklé z velké části v důsledku reforem. Zvýšil se význam šedé a černé ekonomiky. Celkově se dá říct, že privatizace státních podniků dala vzniknout nové oligarchii a zapříčinila velké rozvrstvení společnosti na bohaté a chudé.

### Společenské mínění
Podle průzkumů veřejného mínění privatizace patří mezi nejvíce nepopulární reformy, které proběhly v období transformace. Většina ruské společnosti se přiklání k názoru, že změna vlastnických vztahů byla sociálně nespravedlivá.